# Acacia lanigera
Acacia lanigera är en ärtväxtart som beskrevs av Allan Cunningham. Acacia lanigera ingår i släktet akacior, och familjen ärtväxter.

## Underarter
Arten delas in i följande underarter:
- A. l. gracilipes
- A. l. lanigera
- A. l. whanii